# Grèges
Grèges ist eine französische Gemeinde mit 840 Einwohnern (Stand: 1. Januar 2022) im Département Seine-Maritime in der Region Normandie. Sie gehört zum Arrondissement Dieppe, zum Kanton Dieppe-2 und ist Teil des Kommunalverbands Agglomération de la Région Dieppoise.

## Geographie
Grèges ist ein Bauerndorf sowie ein Vorort im Naturraum Pays de Bray. Es liegt 3,2 Kilometer östlich von Dieppe.

### Nachbargemeinden
|               | Petit-Caux    |         |
| Martin-Église | Kompass       | Ancourt |
| Martin-Église | Martin-Église | Ancourt |

## Bevölkerungsentwicklung
Die Bevölkerungsanzahl ist durch Volkszählungen seit 1793 bekannt. Die Einwohnerzahlen bis 2005 werden auf der Website der École des Hautes Études en Sciences Sociales veröffentlicht.
| Jahr | Bevölkerungsanzahl |
| ---- | ------------------ |
| 1962 | 323                |
| 1968 | 333                |
| 1975 | 383                |
| 1982 | 594                |
| 1990 | 761                |
| 1999 | 742                |
| 2006 | 796                |
| 2015 | 814                |

## Sehenswürdigkeiten
- Kirche Sainte-Madeleine (Maria-Magdalena-Kirche) aus dem 16. Jahrhundert
- Ruinen eines Pfarrhauses aus dem 15. Jahrhundert

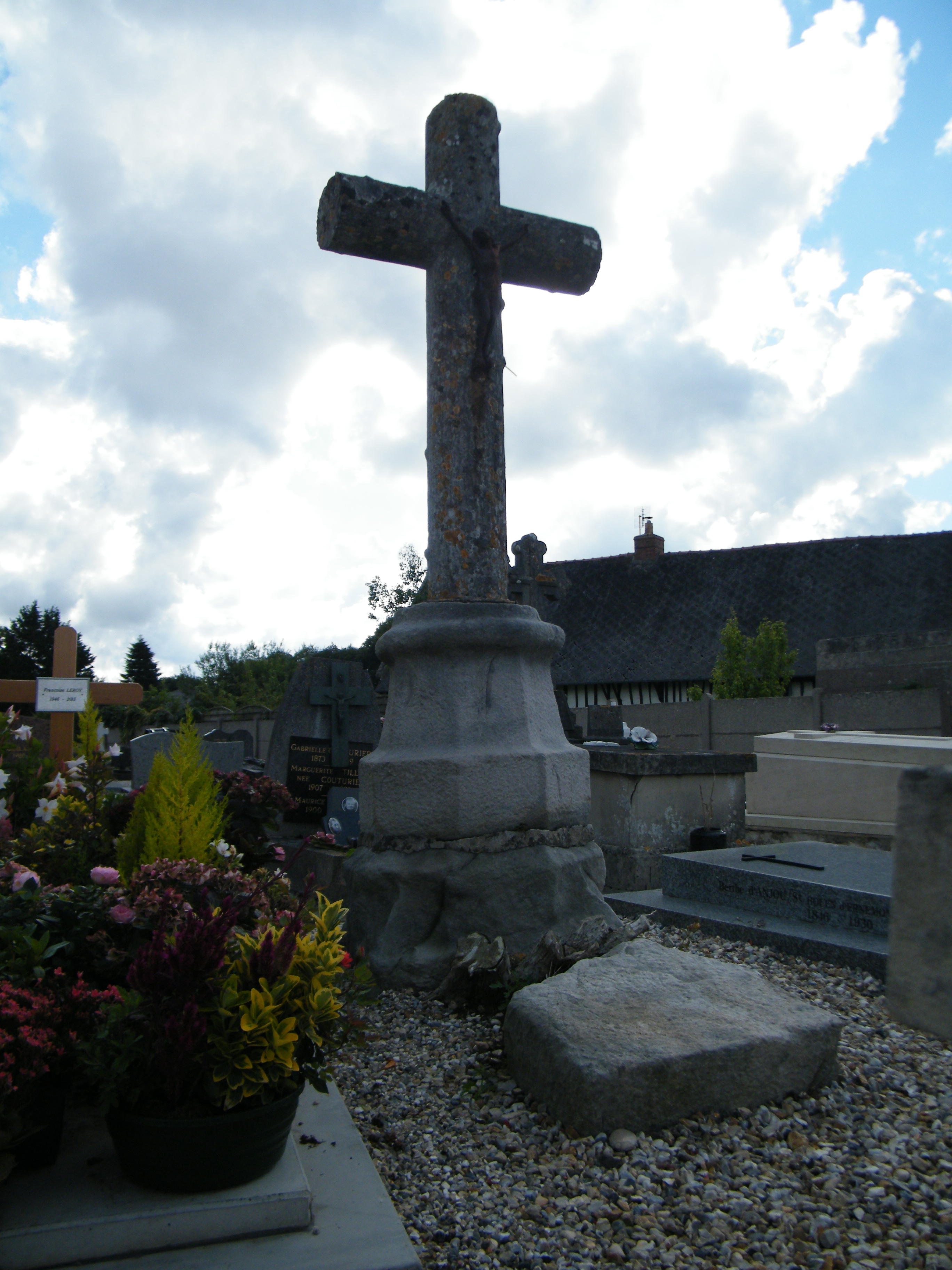
Calvaire
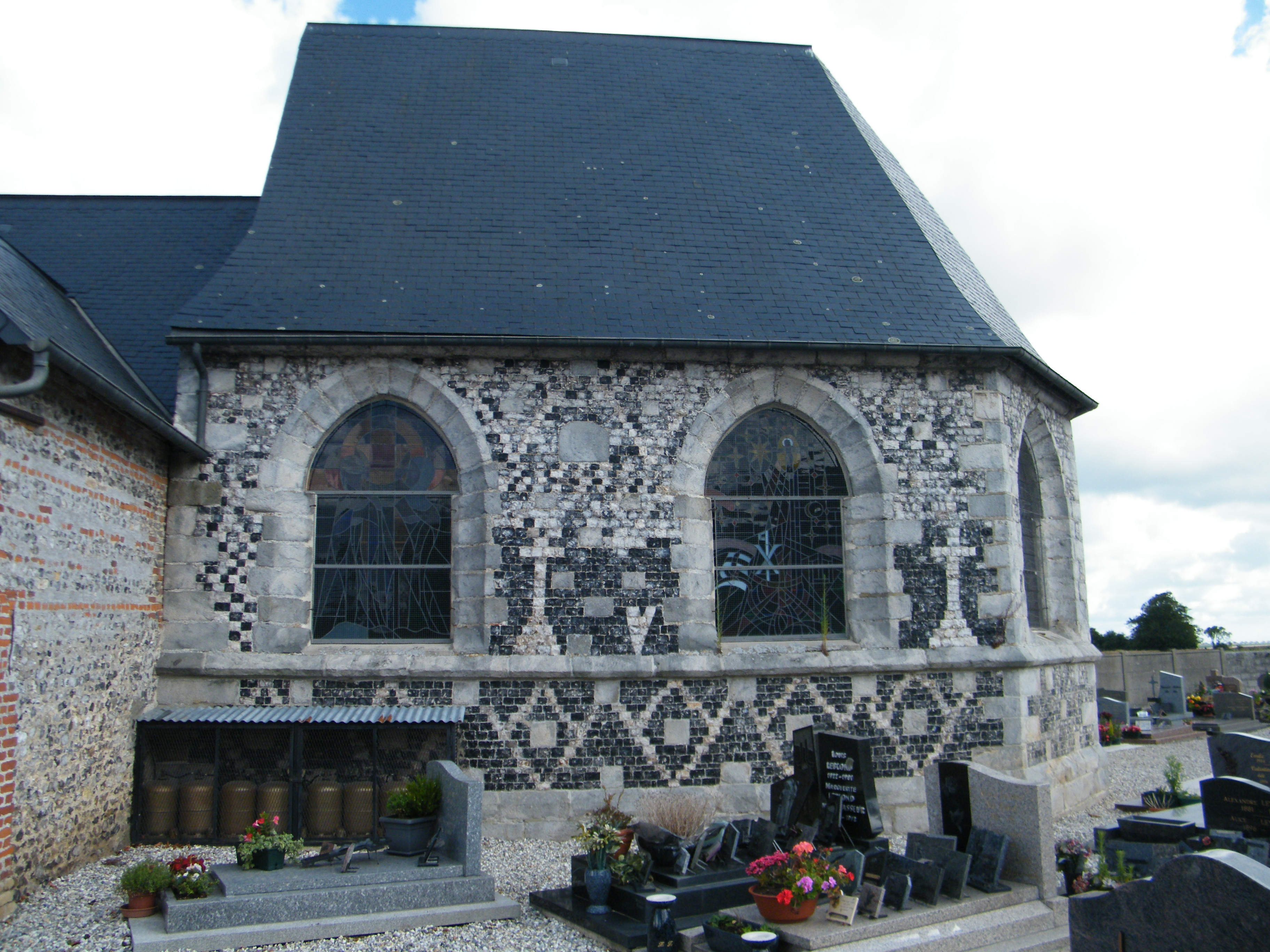
Maria-Magdalena-Kirche